# Collegiata di Nostra Signora Assunta (Tenda)
La collegiata di Nostra Signora Assunta (in francese: Collégiale Notre-Dame-de-l'Assomption) è il principale edificio di culto cattolico del comune francese di Tenda, nel dipartimento delle Alpi Marittime.

## Storia
L'attuale chiesa fu costruita su un edificio preesistente nella seconda metà del XV secolo. Precedente all'edificio è invece il campanile, già ultimato nel 1462. Nel 1562 fu aggiunto il portale in pietra verde, mentre le decorazioni della facciata risalgono al XIX secolo.
Il 3 marzo 1949 la collegiata è stata classificata monumento storico dallo stato francese.

## Descrizione
La facciata riccamente pitturata è preceduta da una scalinata tronca che mette in evidenza il portale in pietra verde d'epoca rinascimentale. L'edificio presenta una commistione di stili, come il romanico lombardo, il gotico lombardo ed il barocco, e di influenze che mettono in evidenza la storia della struttura.
L'interno è suddiviso in tre navate che culminano in absidi poligonali. La navata centrale, la maggiore, è separata dalle restanti due da una serie di arcate semicircolari sorrette da pilastri in pietra verde. L'organo all'interno è stato realizzato da Carlo Serassi.